# روبرت إس. ماكميلان
روبرت إس. ماكميلان (بالإنجليزية: Robert S. McMillan)‏ هو مهندس معماري أمريكي، ولد في 4 أبريل 1916، وتوفي في 14 مارس 2001.